# Ed Belfour
Edward John Belfour (Carman, 21 aprile 1965) è un ex hockeista su ghiaccio canadese di ruolo portiere, considerato tra i migliori in assoluto, avendo vinto due Vezina Trophy, quattro William M. Jennings Trophy (uno condiviso) ed il primo Roger Crozier Saving Grace Award. Ha inoltre vinto la Stanley Cup 1999 con i Dallas Stars. È attualmente il terzo portiere per numero di vittorie nella storia della NHL con 484 gare vinte. Nel 2011 è stato inserito nella Hockey Hall of Fame.